# Dunkel, fast Nacht (Film)
Dunkel, fast Nacht (Originaltitel: Ciemno, prawie noc) ist ein Thriller des polnischen Regisseurs Borys Lankosz aus dem Jahr 2019. Es ist eine Literaturverfilmung des gleichnamigen Romans der Schriftstellerin Joanna Bator aus dem Jahr 2012. In der Hauptrolle der Journalistin Alicja Tabor ist Magdalena Cielecka besetzt.

## Handlung
In der niederschlesischen Provinzstadt Wałbrzych sind drei Kinder verschwunden: Angelica Mizera, Patryk Milka und Kalinka Jakubek. Im Radio und im Internet wird der Polizei Tatenlosigkeit vorgeworfen. Das Verschwinden wird in der örtlichen Bevölkerung der ethnischen Minderheit der Sinti und Roma zugeschrieben, die im Film auch als „Katzenfresser“ diskriminiert werden. In diese Situation kehrt die Journalistin Alicja Tabor nach Wałbrzych zurück, woher sie stammt. Sie recherchiert zu dem Kriminalfall, was sie durch Befragung der betroffenen Familien in die Vergangenheit der Stadt und auch ihrer Familie zurück bis zum Zweiten Weltkrieg und die Nachkriegszeit führt. Die Journalistin wird dabei auch mit ihren Träumen, ihren Kindheitserinnerungen, und den Märchen ihrer Kindheit um die Perlen der Prinzessin Daisy, und mit dem Lied vom schwarzen, schwarzen Haus im schwarzen, schwarzen Wald, konfrontiert. Alicja hatte eine ältere Schwester, die stets für sie da war, sich dann aber völlig überraschend das Leben nahm. Die Mutter der Schwestern war psychisch krank und der Vater der Familie kam mit der gegebenen Situation nicht zurecht. Und da ist Albert Kukulka, ein älterer Nachbar, der sehr viel über Alicja weiß, wie sie nach und nach erfahren muss.
Bis Anfang der 90-Jahre war Wałbrzych das Zentrum des niederschlesischen Steinkohlereviers, danach kämpften viele Bewohner der Stadt sprichwörtlich ums Überleben. Die Menschen hier sind geprägt von Engstirnig- und Spießigkeit und vertreten reaktionäre Ansichten. Alicja trifft bei ihren Befragungen auf viel Hass und im Hinblick auf die Verbrechen an Kindern teils krude Verschwörungstheorien. Die fünfjährige Angelica, eines der verschwundenen Kinder, wollte an dem Tag, als sie verschwand, zum Rodeln, wie ihre Mutter Alicja erzählt. Angelica hat einen kleinen Bruder, Oscar, um den sie sich hingebungsvoll gekümmert habe, erfährt Alicja noch. Kurz darauf macht die Journalistin mit einem der Einwohner des Städtchens Bekanntschaft, dessen Tochter für ihn übersetzt, da er selbst durch einen Unfall im Bergwerk nicht mehr sprechen kann. Die Kleine erzählt, dass ihr Vater gesagt habe, Alicja solle sich lieber um die Lebenden kümmern, anstatt um die Toten. „Suche nach den Ungeliebten!“ ist ein weiterer Ratschlag.
Mitten in der Nacht schleicht Marcin Schwartz durch Alicjas Garten. Nachdem es zu einem Gerangel gekommen ist, will sie wissen, was er dort treibe. Marcin wiederum will von ihr wissen, ob sie die Tochter von Professor Tabor sei. Bei ihm selbst handelt es sich um den ermittelnden Beamten im Fall der verschwundenen Kinder. Alicjas Nachbar Albert Kukulka stößt zu beiden und bietet ihnen einen Tee an. Er erzählt sodann, dass seine Mutter, ein Zigeunerin aus Deutschland, ihn seinerzeit bei seinem Vater, einem deutschen Tierarzt zurückgelassen habe. Sein Name sei Alfred Schwartz gewesen. Sie habe wohl nur das Beste für ihn gewollt, nämlich ihm während der Ausrottung das Leben retten. Er erzählt von seiner Stiefmutter Gertrud Schwartz, die Veränderungen gehasst habe. Die ordentliche und rechtschaffene Hausfrau habe es als Zumutung empfunden, ihn in ihrem Haushalt dulden zu müssen. Sein Vater habe noch einen weiteren Sohn gehabt, Adalbert, der genauso alt gewesen sei wie er. Dieser habe alles daran gesetzt, ihn zu zerstören. Adalbert habe sich wie ein kleiner Mengele verhalten, habe angefangen, Tiere zu töten, wobei er sich an deren Tod ergötzt habe. Es sei nur eine Frage der Zeit gewesen, wann er einen Menschen töten würde. In der Nacht bevor seine Familie vor den Sowjets geflohen sei, habe er nicht schlafen können. Er sei in dieser Nacht gegangen, ohne etwas mitzunehmen, nicht einmal seinen Ausweis, denn die Identität darin sei nicht seine gewesen. Dann erklärt er Alicja, dass Marcin Schwartz sein Neffe sei, Adalberts Sohn.
Als Alicja am anderen Morgen durch den Wald joggt, stößt sie auf einen Mann im schwarzen Cape, der vor ihr davonläuft und kurz darauf auf eine Barbiepuppe, die in Brand gesetzt worden war. Als Nächstes spricht Alicja mit der Großmutter des verschwundenen Patryk. Sie erzählt der Journalistin, dass ihr Enkel sehnsüchtig auf die Rückkehr seiner Mutter gewartet habe. Der Junge sei während eines gemeinsamen Einkaufs im Supermarkt plötzlich verschwunden gewesen. Das sei nun schon mehr als fünf Monate her. Seine Mutter sei trotzdem nicht gekommen, sondern habe nur ihr die Schuld am Verschwinden von Patryk gegeben.
Am nächsten Morgen begegnet Alicja beim Joggen einer seltsamen Frau namens Babs, die ihr erzählt, dass Apolonia Kitten die letzte Hoffnung für alle sei. Bei ihrem anschließenden Gespräch mit dem Leiter des Heims, in dem die verschwundene Kalinka Jakubek lebte, erfährt Alicja, dass deren Mutter, Ada Ryba, ebenfalls schon in diesem Heim aufgewachsen sei. Sie sei als achtjähriges Mädchen ins Heim gekommen und habe sich an viel erinnern können, was man nicht habe ungeschehen machen können. Ada und ihr Bruder hätten ihre gewalttätigen Eltern getötet, woraufhin Ada in dieses Heim gekommen sei und ihr Bruder in ein anderes. Als Ada alt genug gewesen sei, habe sie nach ihrem Bruder gesucht, das sei das einzige gewesen, was sie interessiert habe. Kalinka entstand aus dieser Verbindung der Geschwister. Merkwürdig sei gewesen, dass das Baby eine Perle bei sich gehabt habe, die um ihr Handgelenk gebunden war. Kalinkas Mutter sei unter ungeklärten Umständen in einem Haus verbrannt und ihr Vater habe sich die Augen ausgestochen. Was genau dort vorgefallen sei, wisse man nicht.
An Alicjas Tür erscheint die seltsame Babs und warnt sie davor, über die freien Felder zu laufen, außerdem gibt sie der Journalistin einen Umschlag. Er ist von ihrer Schwester Ewa. Sie schreibt, dass ihre Bekannte, die Katzenfrau Babs, dafür sorgen werde, dass Alicja diesen Brief zur rechten Zeit erhalten werde. Ihre Schwester kommt auf die gemeinsame Mutter zu sprechen, mit der sie anfangen müsse. Immer wieder habe sie ihre kleine Schwester vor der wahnsinnigen Mutter retten müssen. Der Brief endet rätselhaft, Ewa schreibt, dass sie jetzt gehen müssen, die Herzogin Daisy würde nach ihrer Katze rufen. Sie wünsche ihr, Alicja, ein schönes Leben. Vor allem solle sie leben. Kurz darauf schläft Alicja mit Marcin Schwartz.
Alicja hat sich entschlossen, nach Warschau zurückzukehren, spricht aber zuvor noch einmal mit Albert Schwartz, von dem sie wissen will, was es mit den Katzenfrauen auf sich habe. Er meint, darauf gebe es keine einfache Antwort. Aber er wolle ihr erzählen, was noch geschehen sei. Im Wald, wo er inzwischen gelebt habe, sei ihm ein Mädchen namens Rosemarie begegnet. Sie hätten damals noch nichts von Hitlers Kapitulation gewusst und auch nichts davon, dass in Kürze eine weitere böse Macht über die Stadt herfallen werde. Aber Apolonia Kitten habe es gewusst. Und Herzogin Daisy habe man an einem geheimen Ort vergraben. Am nächsten Tag sei die Rote Armee in die Stadt einmarschiert. Als Rauch über dem Schloss aufgestiegen sei, habe er nachsehen wollen, warum. Damals wurde die minderjährige Rosemarie von einer Gruppe von Soldaten der Roten Armee vergewaltigt. Er habe versucht, ihr zu helfen, was aber unmöglich gewesen sei. Auch Apolonia, die plötzlich da gewesen sei, habe das nicht gekonnt. Sie habe ihm dann geraten, sobald der Winter anbreche, zurück ins Haus seines Vaters zu gehen. Dies sei jedoch besetzt gewesen und niemand habe ihn haben wollen. Die Kulkulkas, Nachbarn von Alicija, hätten ihn bei sich aufgenommen und adoptiert und so habe er sein Leben als Albert Kulkulka gelebt. Und dann habe er auch Rosemarie wiedergesehen. Auch sie habe einen anderen Namen getragen. Alicjas Vater, sein Freund, habe sie eines Tages mitgebracht und gesagt, das sei Anna Lipiec, seine Verlobte. Und auf Alicjas erstaunten Blick, ja Alicja, Rosemarie war deine Mutter.
Überraschend bekommt Alicja einen Anruf des Heimleiters, der ihr erzählt, dass man seinen Sohn Marek habe festnehmen wollen. Der Vorwurf laute, er habe in der Nähe von Kindern onaniert. Dabei habe er aber einfach nur pinkeln müssen, er habe ein Nierenleiden. Marek möge Kinder, er möge sie wirklich, aber ohne jeden sexuellen Hintergedanken. Es stellt sich heraus, dass Maria W., 66 Jahre, und deren Sohn Pawel K., 44 Jahre, für die Entführung der Kinder verantwortlich sind. Die Mädchen Angelica Mizera, 6 Jahre alt, und Kalinka Jakubek, 5 Jahre alt, wurden in einem Gewölbe-Keller festgehalten, dessen Eingang zum Haus von Maria W. führte. Diese befindet sich inzwischen in Untersuchungshaft. Pawel K. wurde in einem der unterirdischen Tunnel tot aufgefunden. Er gehörte einem Ring an, der mit besonders grausamer Kinderpornografie enormes Geld gemacht hat. Gerettet werden konnte nur Kalinka Jakubek, ein Waisenkind aus dem Kinderheim „Engelchen“. Dem Leiter, Marian Waszkiewicz, einem ehrenwerten Bürger der Stadt, gingen die Geschehnisse so nah, dass er sie bisher nicht kommentieren konnte und wollte. Sein Sohn Marek, der die Entführer identifiziert hat, steht ihm in dieser schweren Zeit bei. Das dritte Kind, der fünfjährige Patryk Milka, konnte bisher nicht gefunden werden. Patryks Großmutter erzählt Alicja später bei deren Besuch an ihrem Krankenbett, dass sie ihren Enkel einem liebenswerten Paar überlassen habe, das selbst keine Kinder bekommen könne. Dort gehe es ihm gut, aber dieses Geheimnis müsse sie für sich behalten. Alicja, die bleiben will, verspricht es ihr.

## Produktion

### Produktionsnotizen
Die Filmaufnahmen entstanden in Wałbrzych in der Dolnośląskie in Polen. Produziert wurde der Film von Aurum Film, Odra Film, vom Centrum Zasobów Cyfrowych in Co-Produktion mit DI Factory und Dreamsound Studio sowie des Polski Instytut Filmowej.

### Soundtrack
- Remember Me
- Dido Klage, Arie When I am laid in Earth aus Henry Purcells Oper Dido und Aeneas
  - Vortrag Lynne Dawson & Orchestra of the Age of Enlightenment
- Niech zyje bal von Seweryn Krajewski und Agnieszka Osiecka
  - Vortrag Maryla Rodowicz
- Same Drops von Marcin Stasnczyk

### Veröffentlichung, Ertrag
Dunkel, fast Nacht hatte am 18. März 2019 in Warschau Premiere, am 22. März 2019 kam er dann allgemein in die polnischen Kinos. Ab dem 10. Oktober desselben Jahres war der Film in den deutschen Kinos zu sehen. Die deutsche Fernsehpremiere fand im Oktober 2023 im MDR statt.
Am 19. April 2019 war der Film einer der Beiträge des Brussels International Fantastic Film Festivals und am 29. April 2019 einer der Beiträge bei Off Plus Camera Krakow. Am 16. September 2019 wurde er auf dem Gdynia Film Festival vorgestellt. In den Vereinigten Staaten wurde der Film am 1. Juni 2021 im Internet veröffentlicht. Veröffentlicht wurde er zudem in der Türkei und im Vereinigten Königreich, dort, wie auch in den Vereinigten Staaten, unter dem Titel Dark, Almost Night.
Der weltweite Bruttoertrag des Films lag bei 642.751 Dollar.

## Rezeption
Zur Erstausstrahlung im MDR Fernsehen hieß es dort: „Die Verfilmung des internationalen Bestsellers von Joanna Bator (ausgezeichnet mit dem Internationalen Hermann-Hesse-Preis 2018) verbindet geschickt Elemente von Krimi, Fantasy und Horror zu einem alptraumhaften Thriller im Stil des Film Noir. Mit eingewobenen Elementen des Mystischen und dramaturgisch von Rückblenden und Erzählungen getragen, entfaltet der Film eine soghafte Wirkung. Der MDR zeigt ihn als deutsche TV-Premiere.“
Lankosz hielt den Film in düsteren, fast schwarz-weißen Farben mit starken Hell-Dunkel-Kontrasten. Die hierdurch geschaffene düstere Ästhetik hebt dabei eine gewisse Seifenopernhaftigkeit, durch die zum Ende des Films offenbarten Verbindungen der Familien, auf. Für Rüdiger Suchsland vom Deutschlandfunk verwoben sich in Dunkel, fast Nacht bewusst Schein und Sein, Kindheitsmärchen, und Erinnerungen zu einem mitreißenden Bewusstseinsstrom. Der Film vermittle untergründig viel Zeitgeist und greife Themen, wie Fremdenfeindlichkeit, rechte Demagogie, die Suche nach Sündenböcken, die Rolle der Medien und dem Umgang mit der Vergangenheit auf. Ästhetisch am Film Noir angelehnt komme der Film an Werke wie Twin Peaks, Sharp Objects oder Fritz Langs M – Eine Stadt sucht einen Mörder heran. In der Westdeutschen Allgemeinen wurde Lankosz ein beeindruckender Mix von Stilen bei seiner Reise in die Vergangenheit attestiert. Für Ekkehard Knörer in der taz tragen die auf der Tonspur hervorgehobenen Geräusche zur unheimlichen Atmosphäre bei. Der Regisseur neige aber dazu, zu dick aufzutragen. Lankosz hebe eher aussageschwere Szenen hervor, als an einem Erzählstrang interessiert zu sein. In der Tradition des Film Noir zähle die Atmosphäre mehr als die Lösungen, auch wenn diese angeboten würden.
Doris Kuhn beschäftigte sich im Lexikon des internationalen Films mit dem Werk und stellte fest, dass der Regisseur „in hohem Tempo zwischen Gruselfilm, Märchen und Drama und einer fast malerischen Ausstellung von Nachkriegsgräueln hin und her“ wechsle. Doch sei Dunkel, fast Nacht „keine Mischung aus Genre-Referenzen und verwilderter Fantasie“, sondern „eine Literaturverfilmung“. Dabei bilde Lankosz „trotz der überbordenden Vielfalt an Motiven bloß ein Teil des Spektrums ab, das im zugrundeliegenden Roman verhandelt wird“. Das „Bemerkenswerte an dem Film“ sei, „dass die Brutalität und die Geheimnisse nicht einfach in die Fiktion abgeschoben werden“ würden. Lankosz setze „das Grauen in Bilder, die den Realismus mit Tableaus von exquisitem Irrsinn alternieren“ würden. Man folge dem Film, „weil er ästhetisch wie inhaltlich so eigenwillig“ sei.
Artur Zaborski befasste sich bei Empik mit dem Film und meinte, dass es im Film mehrere Szenen gebe, die in die Geschichte des polnischen Kinos eingehen würden. Die Sorgfalt der Bühnen- und Kostümbildner habe eine Welt geschaffen, die den Charakteren gegenüber nicht einmal für einen Moment neutral seien. Da seien Apfelbäume, die uns mit faulen Äpfeln erschrecken würden, feindliche Berge, deren Felsen mit Blut bedeckt zu sein scheinen, schwarze Gewässer, die überhaupt nicht erfrischend wirkten. Selbst ein Krankenhaus sei kein steriler Ort, sondern voller Rost, rissiger Wände und muffigen Ecken und auch ein Haus, das knarre und klappere, sei bestimmt kein Zufluchtsort. Jeder Raum werde zu einer Falle. Der Film sei insgesamt interessant anzusehen, auch wegen der Besetzung. Dem Regisseur sei es gelungen, die Elite des polnischen Kinos zu gewinnen. Jeder von ihnen – obwohl die meisten nur in Episoden erscheinen würden – schaffe einen unvergleichlichen Charakter mit etwas Einzigartigem, als wären wir nicht nach Wałbrzych, sondern nach Twin Peaks gereist. Der Regisseur habe sich nicht beirren lassen von Erwartungen, sondern sich selbst treu geblieben und habe einen schwierigen Film geschaffen, der Geduld und Offenheit erfordere.
Für film-rezensionen bewertete Oliver Armknecht den Film. Vielleicht habe der „Verleih dem Film kein größeres Publikum“ zugetraut, was „sogar nachzuvollziehen“ wäre, denn auch wenn der Film „einige sehr universelle Qualitäten“ habe, sei er „teilweise schon etwas eigenwillig“. Die Musik beispielsweise sei „ein Fall für sich“. Armknecht lobte, dass „vor allem die Bilder, die Kameramann Marcin Koszalka mitgebracht“ habe, „aus den Wäldern, den kleinen Häusern, den Tunneln und Verliesen“, seien „wunderbar“. Zumindest hier störe „das Unwirkliche auch nicht, wie ein kleines Wunderland“ seien die Aufnahmen, „in dem man sich gern wieder und wieder verliert“. Der Kritiker gab dem Film fünf von zehn möglichen Punkte und fasste zusammen: „Wenn in ‚Dunkel, fast Nacht‘ eine Journalistin das Schicksal von drei verschwundenen Kindern erforscht, dann wird der Film durchaus dem Titel gerecht: Die unwirkliche Romanadaption taucht tief ein in die Abgründe, spricht von Misshandlungen und lange zurückliegenden Wunden. Das ist wunderbar bebildert, aber nur mäßig spannend – es passiert zu viel, ohne dass es am Ende eine tatsächliche Wirkung erzielt.“
Der Journalist Albert Nowicki setzte sich mit dem Film auf der Seite His Name is Death auseinander. Er schrieb, dass viele Stile den Film prägen würden, sodass es schwierig sei, das Ganze klar zu definieren. Der Regisseur wolle nicht, dass der Film in eine Schublade gesteckt werde. Bestimmte Klassifizierungen ließen sich jedoch nicht vermeiden. Die Verfilmung verschone uns nicht mit Handlungssträngen, die zeitweise ins Leere zu führen schienen. Das Böse, das Wałbrzych plagt, werde durch die sogenannten „Katzenfresser“ repräsentiert, deren Ursprünge und Beweggründe jedoch nur den glücklichen Menschen bekannt seien, die den Roman von 2012 vor dem Kinobesuch gelesen hätten. Das Ende des Films sei traurig, und die von Alicja zitierten weisen Worte („Ich glaube nicht an Gott, ich glaube, dass Grausamkeit verhindert werden muss“) würden banal und seifenopernhaft klingen.
Dörthe Gromes fasste ihre Meinung bei kunstundfilm in die Worte: „Dieser Mystery-Thriller beeindruckt atmosphärisch, ist aber inhaltlich etwas überfrachtet.“ Der Film zeige „eine Stadt im Niedergang, in der nur die Kinder noch Wärme und Leben“ in sich hätten. Die „Bilder und die Atmosphäre“ seien „zweifellos die Stärke des Films, der alles sein“ wolle: „Gesellschaftsanklage, Vergangenheitsaufarbeitung, Mystery-Thriller“.